# Егоров, Юрий Владимирович
Юрий Владимирович Егоров (11 июля 1938, Москва — 6 октября 2018, Тулуза) — советский и российский математик, лауреат премии имени И. Г. Петровского.

## Биография
Родился 14 июля 1938 года в Москве.
В 1960 году окончил механико-математический факультет МГУ.
В 1963 году защитил кандидатскую диссертацию, тема: «Некоторые задачи теории оптимального управления в бесконечномерных пространствах».
В 1970 году защитил докторскую диссертацию, тема: «О локальных свойствах псевдодифференциальных операторов главного типа».
Работал в МГУ с 1961 по 1992 годы, в период с 1973 по 1992 годы — в должности профессора кафедры дифференциальных уравнений механико-математического факультета.
С 1992 года — профессор математического факультета университета имени Поля Сабатье в Тулузе, Франция.
Работы в области: дифференциальные уравнения, уравнения математической физики, спектральная теория, теория оптимального управления.
Основные труды: «Линейные дифференциальные уравнения главного типа» (1984), учебное пособие «Лекции по уравнениям с частными производными. Дополнительные главы» (1985).
Скончался 6 октября 2018 года в городе Тулузе, Франция. Похоронен на Хованском кладбище в Москве.

## Награды
- Премия имени М. В. Ломоносова (1981) — за цикл работ «Субэллиптические операторы и их применения к исследованию краевых задач»
- Государственная премия СССР (1988 год, соавт. Кондратьев, Владимир Александрович, Олейник, Ольга Арсеньевна, Кудрявцев, Лев Дмитриевич) — за цикл работ «Исследования краевых задач для дифференциальных операторов и их приложения в математической физике» (1959—1985)
- Премия имени И. Г. Петровского (совместно с В. А. Кондратьевым, за 1998 год) — за цикл работ «Исследование спектра эллиптических операторов»

## Ссылки

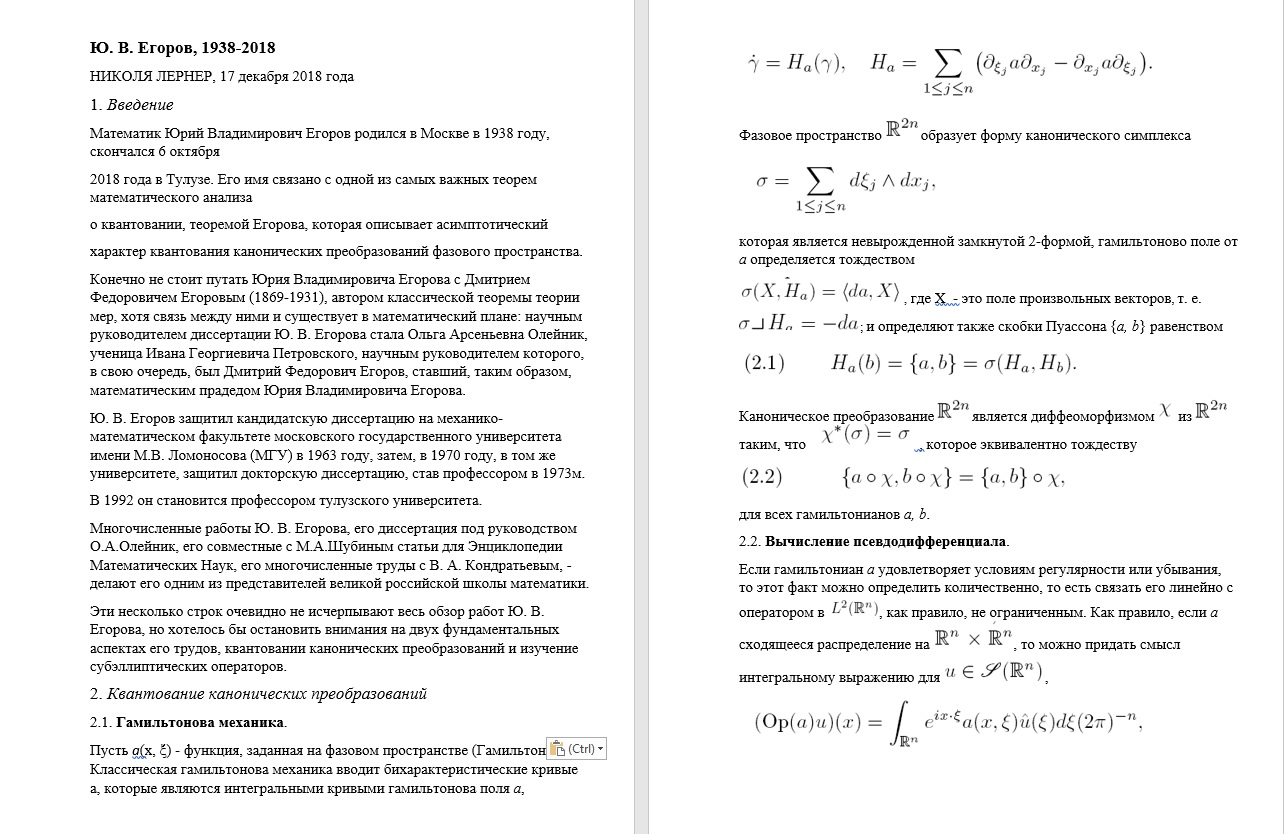

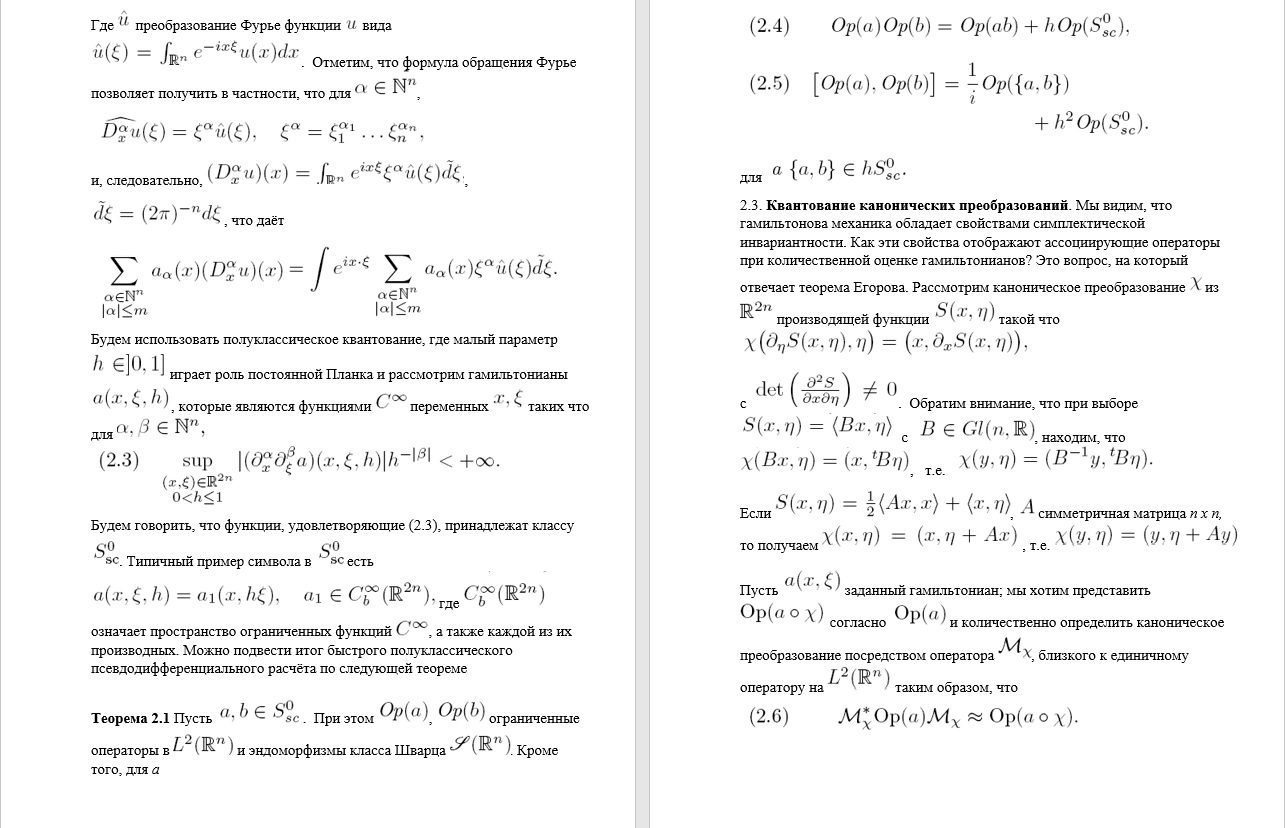

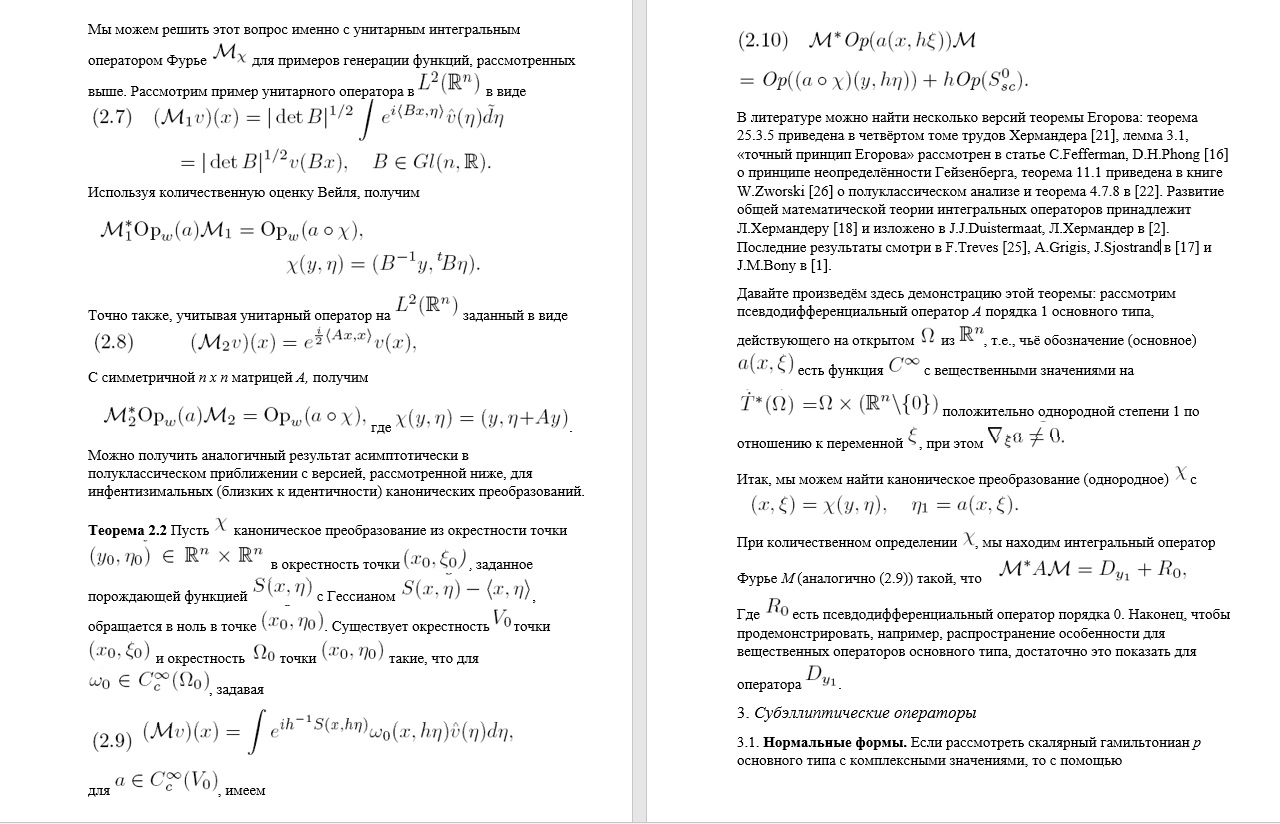

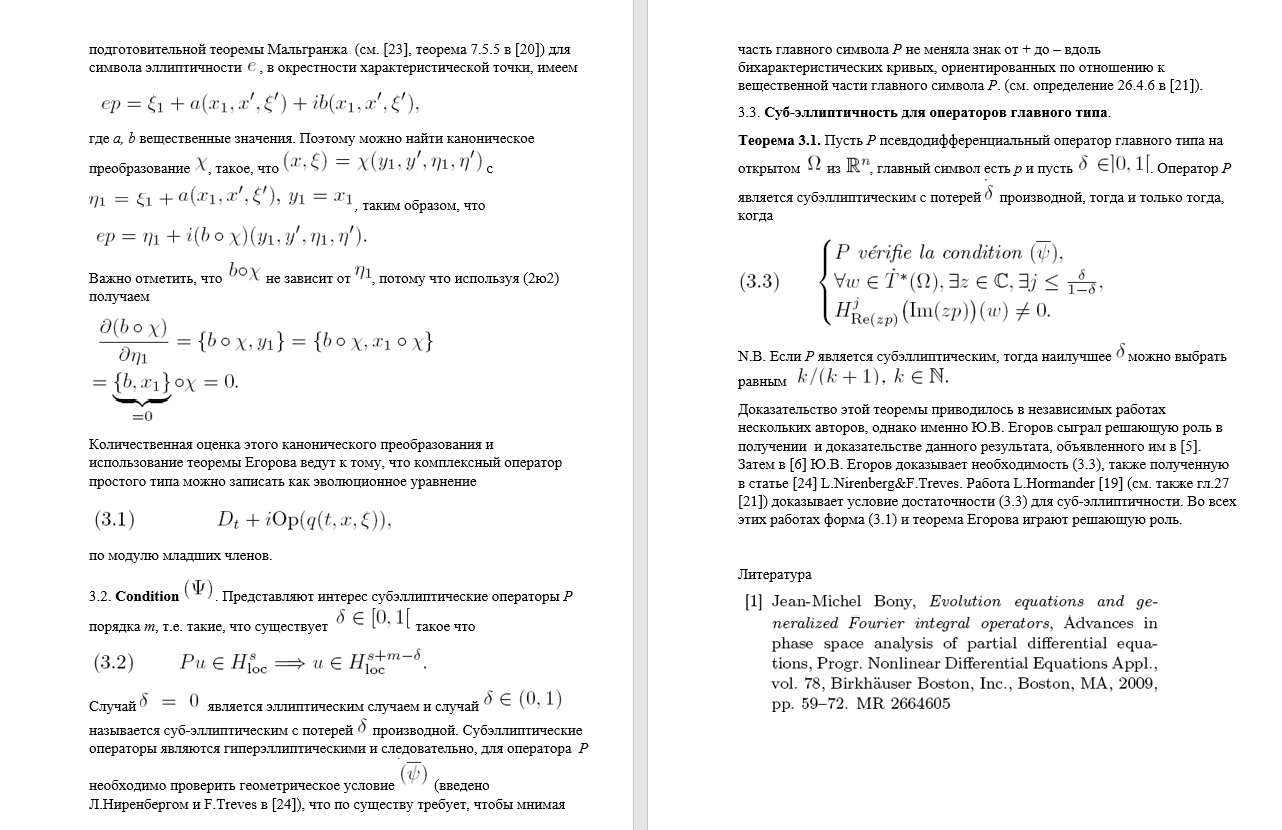

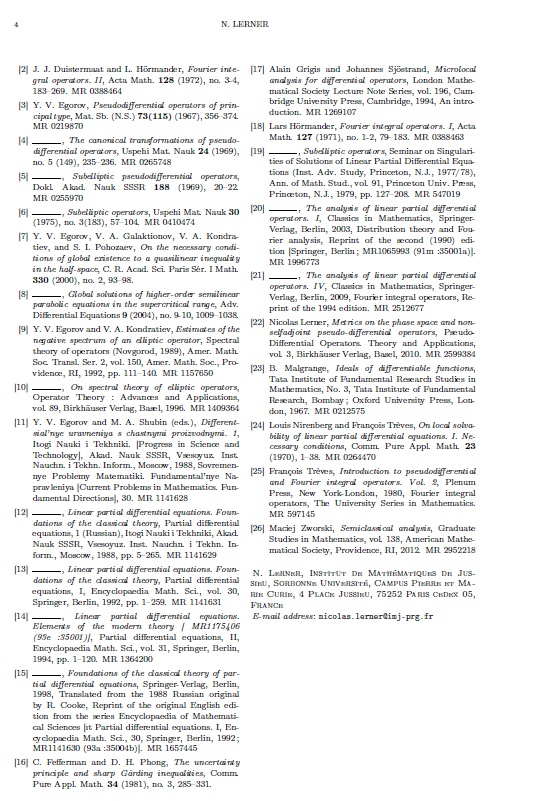